# 布尔加
布尔加是葡萄牙布拉干萨区的一个堂区。总面积7.35平方公里，总人口88人，人口密度12人/平方公里。